# Sezemice (Mladá Boleslav-i járás)
Sezemice település Csehországban, a Mladá Boleslav-i járásban. Sezemice Loukov, Chocnějovice, Svijanský Újezd, Kobyly és Koryta településekkel határos. Lakosainak száma 135 fő (2024. január 1.).

## Népesség
A település lakosságának változását az alábbi diagram mutatja:
| Lakosok száma | 321  | 287  | 289  | 209  | 142  | 103  | 108  | 123  | 130  | 135  |
|               | 1869 | 1890 | 1921 | 1950 | 1980 | 2001 | 2017 | 2019 | 2022 | 2024 |